# Zbuntowana (film)
Zbuntowana (ang. Insurgent – zbuntowani), także Seria Niezgodna: Zbuntowana – amerykański przygodowy film akcji z elementami filmu fantastycznonaukowego z 2015 roku, w reżyserii Roberta Schwentke; adaptacja drugiej części trylogii Veroniki Roth, kontynuacja filmu Niezgodna z 2014 r.

## Seria (film)
- Niezgodna (ang. Divergent): 2014 r.
- Zbuntowana.
- Wierna (ang. Alliegant): 2016 r.

## Produkcja
- scenariusz na podstawie powieści Veroniki Roth: Brian Duffield, Akiva Goldsman, Mark Bomback
- zdjęcia: Florian Ballhaus (ASC)
- kierownictwo artystyczne: Alec Hammond
- montaż: Nancy Richardson, Stuart Levy
- kostiumy: Louise Mingenbach
- muzyka: Joseph Trapanese
- kierownictwo muzyczne: Randall Poster
- efekty specjalne: James Madigan
- scenografia: Kathy Lucas

## Obsada
- Shailene Woodley – Tris
- Theo James – Cztery
- Octavia Spencer – Johanna
- Jai Courtney – Eric
- Ray Stevenson – Marcus
- Zoë Kravitz – Christina
- Miles Teller – Peter
- Ansel Elgort – Caleb
- Maggie Q – Tori
- Mekhi Phifer – Max
- Janet McTeer – Edith Prior
- Daniel Dae Kim – Jack Kang
- Naomi Watts – Evelyn
- Kate Winslet – Jeanine
- Emjay Anthony – Hector
- Keiynan Lonsdale – Uriah
- Rosa Salazar – Lynn
- Suki Waterhouse – Marlene
- Jonny Weston – Edgar

i inni